# Fieseler Fi 333

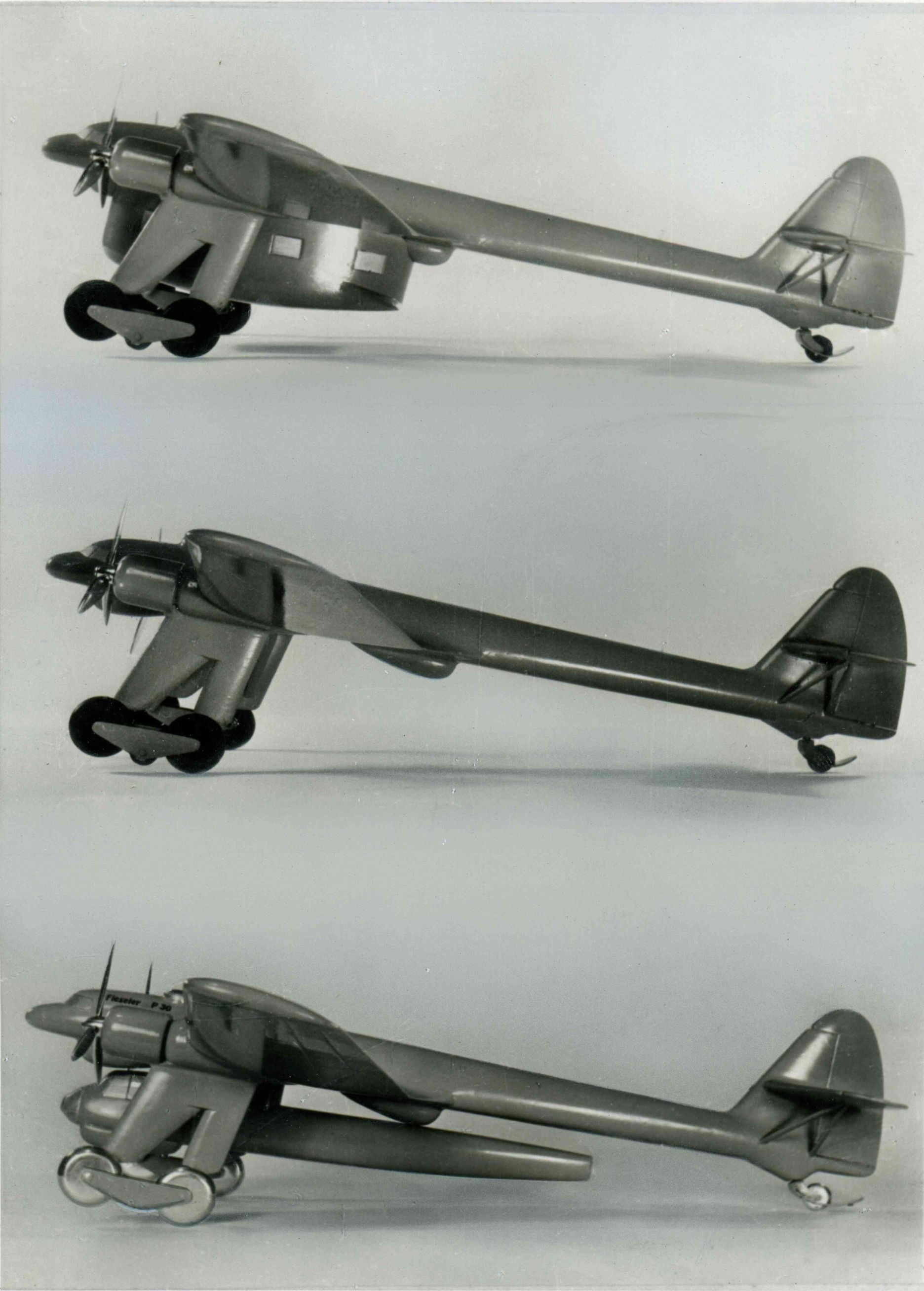
Một mô hình của Fieseler Fi 333, cho thấy 3 cấu hình. Ở trên cùng: máy bay mang một thùng hàng. Ở giữa: máy bay không mang thùng hàng. Ở dưới cùng: máy bay mang khung thân của một máy bay khác

Fieseler Fi 333 là một mẫu thử máy bay vận tải đầu tiên do hãng Fieseler thiết kế chế tạo dưới sự hỗ trợ của Luftwaffe. Có 3 mẫu thử đã được chế tạo, nhưng vẫn chưa hoàn thành. Các hệ thống thùng hàng treo ngoài đã được thử nghiệm trên máy bay của Fieseler và Messerschmitt, nhưng sau đó đề án đã bị hủy bỏ.